# Shakira Remixed
Shakira Remixed je druhé remixové album Shakiry, které vyšlo 21. října 2006.

## Seznam písní
1. Sera, Sera [DJ John Reggaeton Remix] (4:00)
2. Inevitable [Space Vocal Soft Final Ballad] (3:06)
3. Te Aviso, Te Anuncio (Tango) [Gigi D'agostino Tango Remix] (3:47)
4. .¿Dónde Estás Corazón? [Dance Remix] (4:13)
5. La Tortura [Dj Manish Arabhangra Remix] (3:20)
6. Underneath Your Clothes [Lester Mendez Remix] (3:35)
7. Ojos Así [Memк's 2001 Nights Mix] (3:55)
8. Don't Bother [Bermudez & Harris Chocolate Binge Remix] (4:21)
9. Tú [7 Remix] (4:51)
10. Whenever, Wherever [Tracy Young Tribal Mix] (3:10)
11. Ciega, Sordomuda [12-Inch Single Edit] (4:37)
12. Ready For The Good Times [Thunderpuss Vocal Edit] (5:07)
13. Poem To A Horse [Radio Mix] (3:35)
14. Donde Estan Los Ladrones [Roy Tavare Fugitive Remix] (4:23)
15. No [De La Riviera Basic Mix] (6:25)
16. Moscas En La Casa [Dance Remix] (4:05)
17. Estoy Aqui [Love & Tears Remix] (4:49)
18. Objection (Tango) [Kupper's Deep Future Remix] (4:26)
19. Hips Don't Lie [Raphael Gomes Remix] (3:29)